# Îles Égéennes
Les îles Égéennes (grec moderne : Νησιά Αιγαίου Πελάγους, Nisiá Eyéu, en turc Ege Adaları) sont un archipel de Grèce et de Turquie composé des îles de la mer Égée.
Cet archipel est subdivisé en plusieurs autres groupes d'îles qui sont les îles Égéennes septentrionales, les Sporades, les Cyclades, le Dodécanèse, les îles Saroniques et les îles Ioniennes du Sud.
À l'exception d'Imbros et de Ténédos, deux îles proches du détroit des Dardanelles (aujourd'hui affectées à la Turquie), toutes sont sous souveraineté grecque. 
Les îles ont des étés chauds et des hivers doux, un climat méditerranéen à étés chauds (Csa dans la classification climatique de Köppen).

## Groupe d'îles
Les îles de la mer Égée sont traditionnellement subdivisées en huit groupes, du nord au sud :
- Îles de la mer Égée du Nord (en)
- Eubée
- Sporades (Sporades du Nord)
- Cyclades
- Îles Saroniques
- Dodécanèse (Sporades méridionales)
- Crète
- Îles Ioniennes du Sud

L'expression « îles italiennes de la mer Égée » (en italien : Isole Italiane dell'Egeo) est parfois utilisée pour désigner les îles de la mer Égée conquises par l'Italie pendant la guerre italo-turque de 1912 et annexées (par le traité de Lausanne) de 1923 à 1947 : le Dodécanèse, y compris Rhodes et Kastellórizo. Dans le traité de paix de 1947, ces îles sous contrôle italien sont cédées à la Grèce.

## Sièges épiscopaux
Les anciens sièges épiscopaux de la province romaine d'Insulae (les îles de la mer Égée) répertoriés dans l'Annuaire pontifical comme sièges titulaires sont  :
- Astypalée
- Kárpathos
- Kos
- Íos (Grèce)
- Lemnos
- Leros
- Nísyros
- Páros
- Samos
- Skýros

Les anciens sièges épiscopaux de la province romaine de Lesbos (les îles de la mer Égée) répertoriés dans l'Annuaire pontifical comme sièges titulaires sont  :
- Eresós
- Méthymne
- Mytilène
- Strongyle
- Ténédos

## Galerie

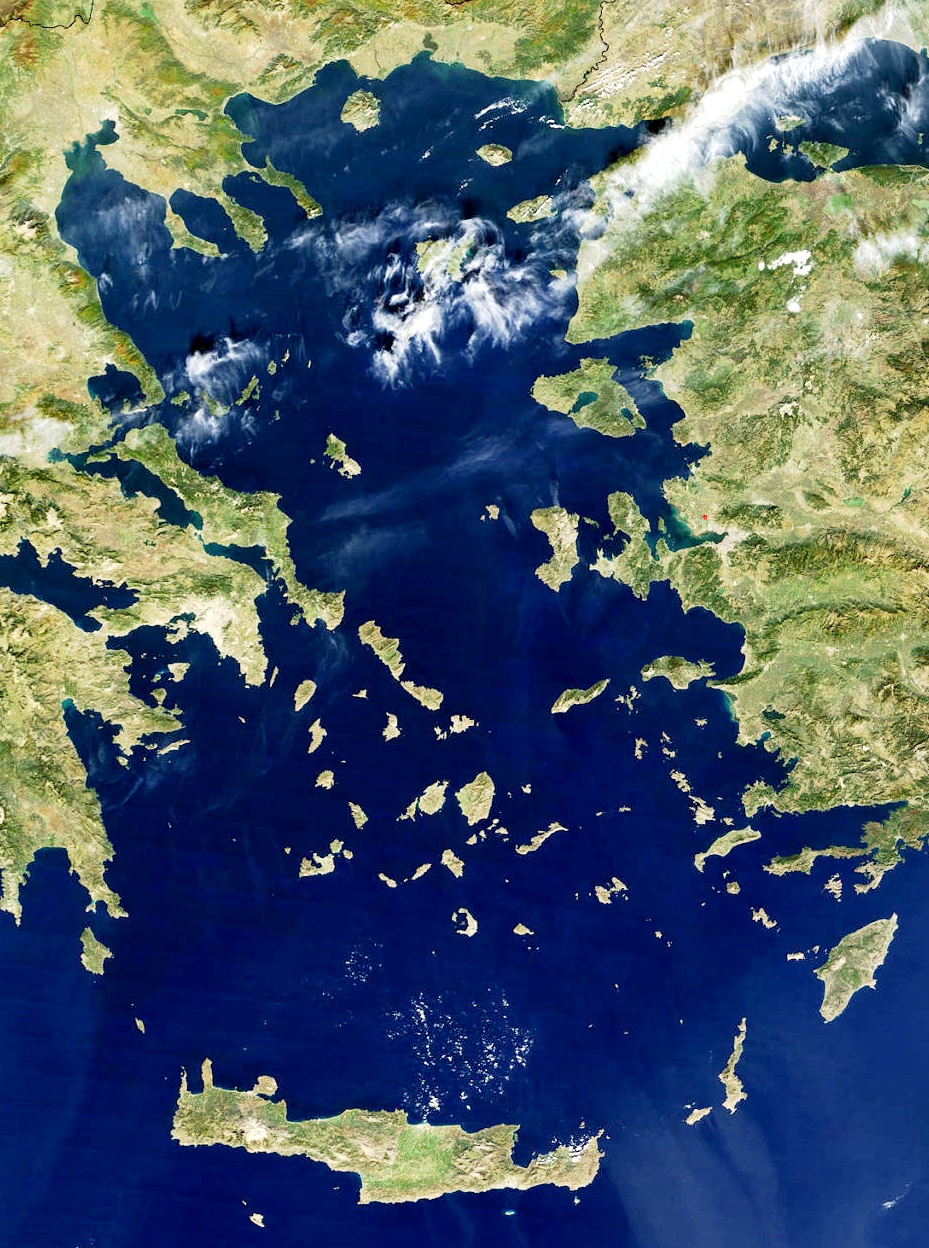
Image satellite de la mer Égée montrant les îles Égéennes.
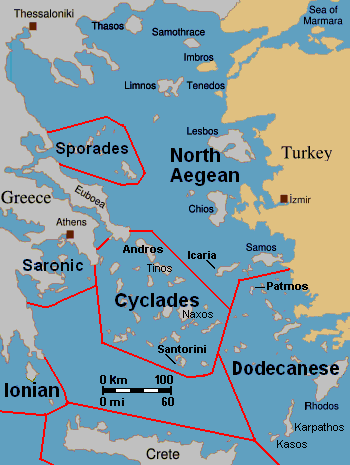
Découpage administratif habituel.
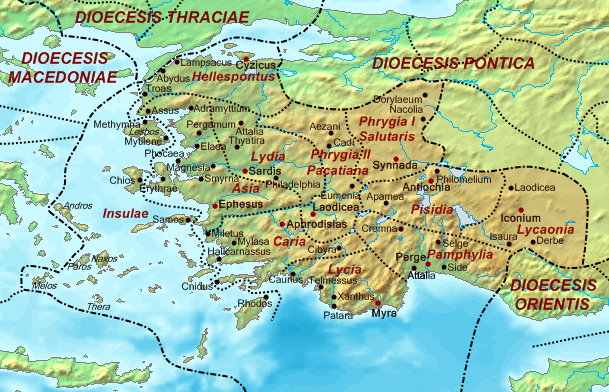
Diocèse d'Asie vers 400.